# МТС 733
МТС 733 — бюджетный телефон от компании «МТС», выпущенный в 2009 году в рамках новой линейки телефонов МТС. Телефон имеет достаточное количество преимуществ для его ценовой категории. В нём присутствует стандартный 3,5 мм разъём для наушников. Кроме того, телефон оснащен 2 Мпикс камерой и поддерживает карту памяти microSDHC до 16 ГБ. Телефон поддерживает технологию 3G, что значительно улучшает качество связи. Производством и разработкой этой модели занимается китайская фирма Huawei.

## Технические характеристики
| Общие характеристики                        | Общие характеристики |
| ------------------------------------------- | --- |
| Диапазоны частот                            | GSM 900, GSM 1800, GSM 1900, WCDMA 2100                                                                                                |
| Тип корпуса                                 | классический |
| Конструкция                                 | джойстик |
| Антенна                                     | встроенная, есть разъём для внешней |
| Вес                                         | 90 г |
| Размеры                                     | 106 мм × 46 мм × 11,5 мм |
| Звонки                                      | |
| Тип мелодий                                 | 40-голосная полифония, MP3-мелодии |
| Виброзвонок                                 | есть |
| Редактор мелодий                            | нет |
| Связь                                       | |
| Интерфейсы                                  | USB, Bluetooth |
| Доступ в интернет                           | WAP 2.0, GPRS Class 10, HSCSD, EDGE Class 10, 3G, POP/SMTP-клиент                                                                      |
| Модем                                       | есть |
| Синхронизация с компьютером                 | есть |
| Сообщения                                   | |
| Дополнительные функции SMS                  | ввод текста со словарём, шаблоны сообщений, отправка SMS нескольким адресатам                                                          |
| MMS                                         | есть |
| EMS                                         | есть |
| Другие функции                              | |
| Громкая связь(встроенный динамик)           | есть |
| Управление                                  | голосовой набор |
| Автодозвон                                  | есть |
| Звуковая индикация времени разговора        | нет |
| Режимы кодирования звука HR, FR, EFR        | есть |
| Экран                                       | |
| Тип экрана                                  | цветной TFT экран, 262000 цветов |
| Размер изображения                          | число строк — 7, 240 × 320 пикс. |
| Русификация                                 | есть |
| Мультимедийные возможности                  | |
| Встроенная фотокамера                       | 1600 × 1200 (2,0 млн пикс.), цифровой Zoom 8x, нет вспышки                                                                             |
| Запись видеороликов                         | есть |
| Аудио                                       | аудио-проигрыватель, сортировка по альбомам, исполнителям, жанрам, плей-листам                                                         |
| Диктофон                                    | есть, запись в формат AMR |
| Игры                                        | есть |
| Java-приложения                             | есть (поддерживается MIDP 2.0) |
| Объём встроенной памяти                     | 22 МБ |
| Тип карты памяти                            | microSD/microSDHC |
| Питание                                     | |
| Тип аккумулятора                            | Li-ion |
| Ёмкость аккумулятора                        | 800 мА·ч |
| Модель аккумулятора                         | Huawei HBU83S |
| Время разговора                             | 3 ч |
| Время ожидания                              | 350 ч |
| Записная книжка и органайзер                | |
| Записная книжка в аппарате                  | 1000 визитных карточек |
| Поиск по книжке                             | есть |
| Обмен между SIM-картой и внутренней памятью | есть |
| Прямой (flash) набор                        | — |
| Органайзер                                  | будильник, календарь, калькулятор, планировщик задач, напоминание событий, синхронизация, конвертер единиц и валют, таймер, секундомер |
| Дополнительная информация                   | |
| Комплектация                                | телефон, аккумулятор, сетевое з/у, интерфейсный кабель, инструкция                                                                     |
| Особенности                                 | присутствует отдельная кнопка запуска проигрывателя, выделение пунктов списка нажатием кнопки #                                        |

## Особенности
- При первом подключении к компьютеру МТС 733 распознаётся как CD-накопитель с драйверами 3G-модема, чтения флэш-карты, а также программой синхронизации.
- Достаточно производителен, чтобы запускать Opera Mini 5 сразу с несколькими вкладками.
- GPRS-трафик встроенного Java-приложения Яндекс. Карты бесплатен (только в сети МТС Россия)

## Галерея

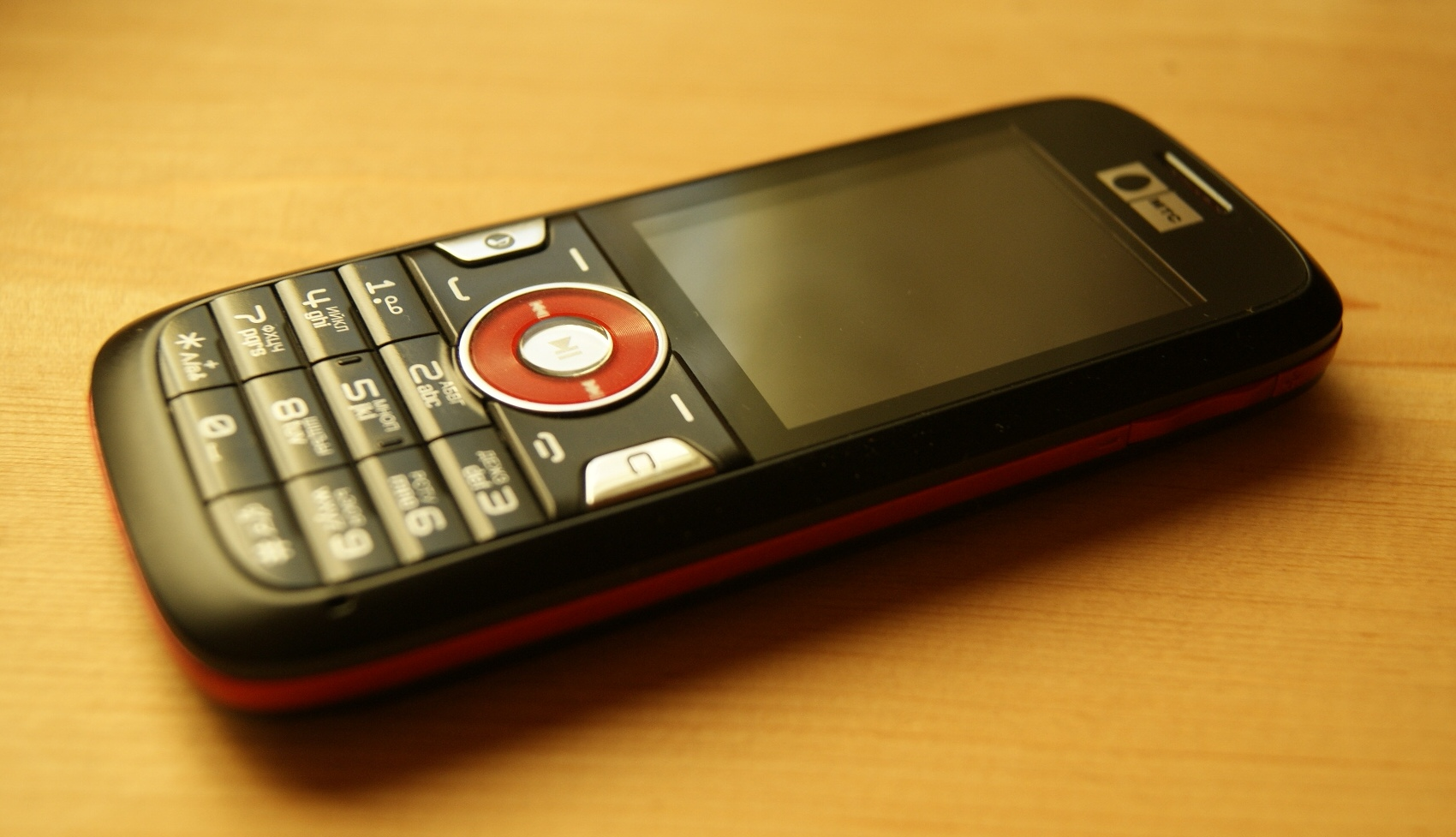
Вид правого бока, присутствуют кнопки изменения громкости
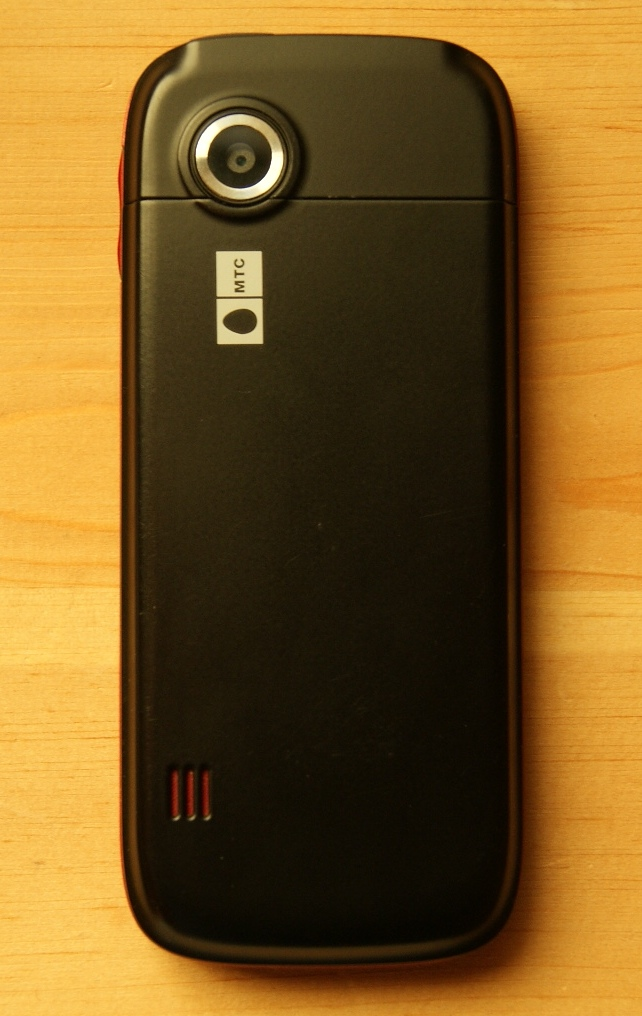
Вид с тыльной стороны